# 1795

## Esdeveniments
Països Catalans
- 11 de juny - Pontós (Alt Empordà): L'exèrcit espanyol guanya la batalla de Pontós contra el francès durant la Guerra Gran.
- Comença a publicar-se l'Almanak mercantil

Resta del món
- 1 d'abril - Basilea (Suïssa): Firma del tractat de pau entre Prússia i la França revolucionària dins de la Pau de Basilea que formaria part del conjunt de tractats que posarien final a la Primera Coalició.[1]
- 5 d'abril - Basilea (Suïssa): s'hi signa el tractat segons el qual passa en poder de França la part de la Hispaniola que avui és la República Dominicana (la part que avui és Haití ja era francesa).
- 16 de maig - La Haia (República Batava): se signa el Tractat de la Haia de 1795 entre la República de Batava i la República Francesa, pel qual la primera cedeix alguns territoris a la segona.
- 22 de juliol - Basilea: Firma del tractat de pau entre Espanya i la França revolucionària dins de la Pau de Basilea que formaria part del conjunt de tractats que posarien final a la Primera Coalició. Ratificaria l'anterior tractat ratificant que Haití passava a mans franceses i que Espanya reconeixia la França revolucionària a canvi que aquesta li retornés els territoris ocupats.
- 28 d'agost - Basilea: Firma del tractat de pau entre el landgraviat de Hesse-Kassel i la França revolucionària dins de la Pau de Basilea que significà el final a la Primera Coalició.
- 27 d'octubre - Monestir de l'Escorial (Comunitat de Madrid): Espanya signa amb els Estats Units el Tractat de Madrid que definia l'aliança entre els dos països i els límits territorials dels Estats Units amb les dues Florides, que eren colònies espanyoles.

## Naixements
Països Catalans
- 13 de maig - Sabadell: Antoni Casanovas i Bosch, empresari tèxtil i alcalde de Sabadell.

Resta del món
- 3 de febrer - Antonio José de Sucre, president de Bolívia (m. 1830).
- 4 de maig - José Gregorio Monagas Burgos, president de Veneçuela (m. 1858).
- 25 d'agost - Luis José de Orbegoso, president del Perú (m. 1847).
- 31 d'octubre - Londres (Anglaterra): John Keats, poeta britànic del romanticisme (m. 1821).[2]
- 2 de novembre - James Knox Polk, president dels Estats Units (m. 1849).[3]
- 4 de desembre - Ecclefechan (Escòcia): Thomas Carlyle, assagista, historiador, professor i escriptor satíric escocès (m. 1881).[4]

## Necrològiques
Països Catalans
Resta del món
- 26 de gener, Leipzig, Alemanya:Johann Christoph Friedrich Bach, Músic alemany, va ser el novè fill de Johann Sebastian Bach.
- Lisboa: Alberto José Gomes da Silva, compositor.